# Purgado de frenos

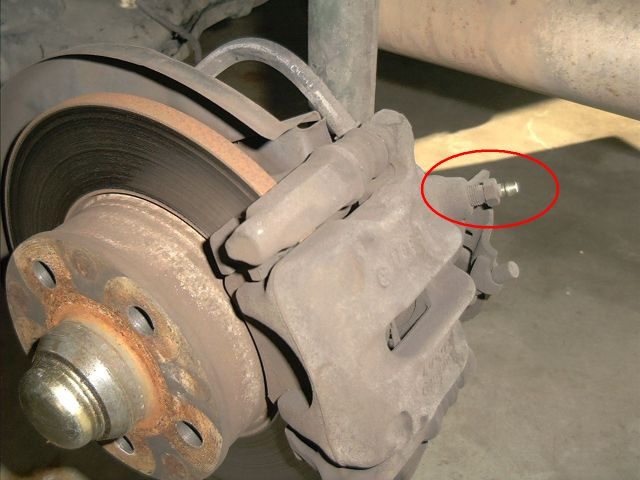
Tornillo de purgado de un freno de disco

El purgado de frenos, también denominado sangrado de frenos, es el procedimiento llevado a cabo en sistemas de frenos hidráulicos de forma que las líneas de freno (los tubos y mangueras que contienen el líquido de freno) se purgan de cualquiera burbuja de aire. Esto es necesario porque, mientras que el líquido de frenos es un líquido incompresible, las burbujas de aire son un gas compresible y su presencia en el sistema de frenos reduce en gran cantidad la presión hidráulica que puede ser desarrollada dentro de dicho sistema. Los mismos métodos utilizados para el purgado también se usan para el vaciado, donde el fluido viejo se reemplaza con líquido nuevo, cuando el mantenimiento es necesario.
El proceso se realiza forzando líquido de frenos neto, libre de burbujas a través de todo el sistema, en general desde el cilindro(s) maestro(s) cabe los cilindros de las pinzas de los frenos de disco o cabe los bombines de las carcasas de los frenos de tambor (pero en ciertos casos se hace en la dirección opuesta). Se empra el tornillo de purga que está montado normalmente en el punto más alto de cada bombeé (o cilindro hidráulico).

## Métodos de sangrado

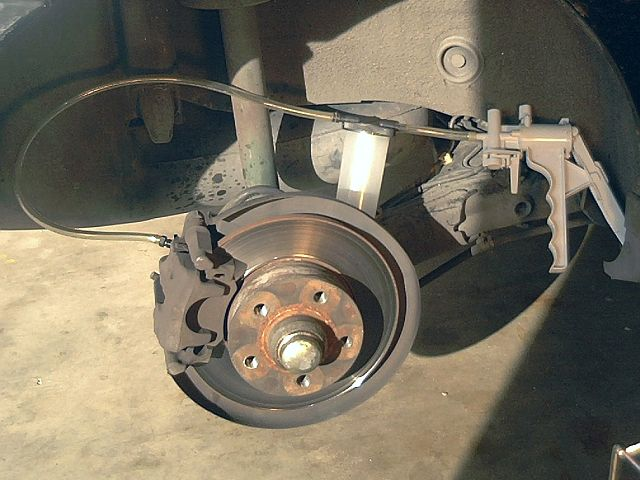
Sistema de purgado por vacío de un freno de disco.

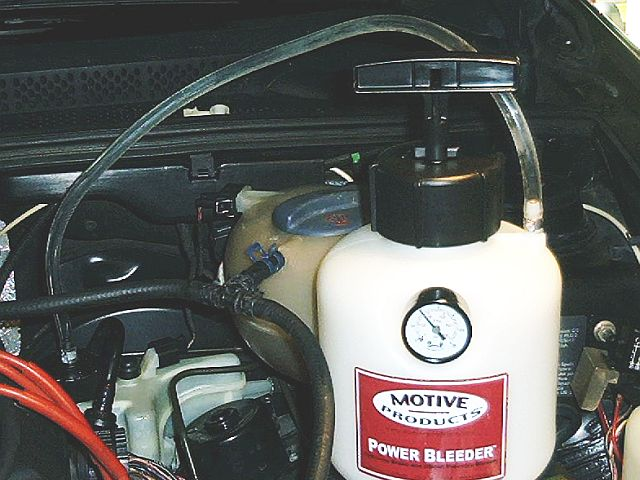
Sistema de purgado por presión.

Hay cinco métodos principales de purgado, solo el primero no se puede hacer solo: necesita un ayudante que apriete el pedal de freno.
- Método de bombeo y retención: Se presiona el pedal de freno mientras se abre, al mismo tiempo, el tornillo de purga y se deja salir líquido hasta que fluye libre de burbujas (esto permite que el aire se escape). En este momento se aprieta fuerte la válvula de purgado antes de que el ayudante suelte el pedal. El proceso se puede repetir hasta que no se vea ninguna burbuja en el líquido.
- Método de bombeo+check valve: Se inserta el tubo trasparente de entrada a la válvula antirretorno en la válvula de purgado ("a la que previamente se ha puesto teflón en la rosca para no perder estanqueidad", la salida va conectada a un depósito receptor mediante otro tubo). Se bombea el pedal de freno haciendo salir el líquido con aire del circuito. Se verifica que el tubo de entrada a la válvula antirretorno esté libre de burbujas. En este momento se aprieta fuerte la válvula de purgado. El proceso se puede repetir hasta que no se vea ninguna burbuja en el tubo de entrada a la válvula antirretorno.
- Método de purgado por vacío: Se conecta una bomba de vacío especializada en la válvula de purgado, mediante dos tubos transparentes con un depósito de recogida en medio. Se afloja la válvula de purgado ("a la que previamente se ha puesto teflón en la rosca para no perder estanqueidad") y se aspira líquido con la bomba hasta que se le ve fluir libre de burbujas.
- Método de purgado por presión: Se conecta una bomba de presión especializada con un tubo transparente en el tapón del cilindro maestro, preparado previamente, y se presuriza el sistema. Entonces se abre uno de los tornillos de purgado y se deja salir el líquido, hasta que se le ve fluir sin ninguna burbuja de aire. Se repite el proceso para cada uno de los tornillos de purgado.
- Método de purgado inverso: Se utiliza una bomba de presión conectada con un tubo transparente para forzar el fluido a través de la válvula de purgado ("a la que previamente se ha puesto teflón en la rosca para no perder estanqueidad") hacia el cilindro maestro. Este método se basa en el concepto de que el aire se eleva en un líquido y quiere escapar naturalmente hacia arriba fuera del sistema hidráulico.

Habría un quinto procedimiento de purgado de frenos: el que se lleva a cabo normalmente cuando se sustituye el cilindro maestro, el "purgado de banco" que se suele hacer antes de instalarlo. Típicamente se fija el cilindro maestro en el banco, llenándolo con fluido de freno, se conectan los accesorios con tubos transparentes de manera que conduzcan el fluido desde los puertos de salida del cilindro maestro, haciéndolo volver de nuevo hacia su depósito. Entonces se presiona repetidamente el émbolo del cilindro maestro hasta que no se vean burbujas en los tubos de retorno, quedando el cilindro maestro a punto para instalarlo.
Ciertos vehículos tienen patrones de purgado diferente. Pero, normalmente, los frenos se purgan empezando por la rueda que está más lejos del cilindro maestro y continuando en secuencia sucesivamente con la siguiente rueda más cercana a dicho cilindro.